# مسجد ناصر
مسجد ناصر، تم بناؤه في 2005، ويقع في ترأس بروغام، هو أول مسجد بُني لهذا الغرض في هارتلبول، درم (مقاطعة)، إنجلترا. تم بناء المسجد بعد تحول العديد من البريطانيين في هارتلبول إلى الإسلام، بما في ذلك إمام المسجد طاهر سيلبي. يتسع المسجد لـ 500 مصلي. يشارك المسجد في العديد من الفعاليات المجتمعية المحلية ويقدم خدمات منتظمة للمجتمع الأوسع.

## التاريخ
تم شراء قطعة الأرض؛ التي بُني عليها المسجد بمبلغ 35 ألف جنيه إسترليني. تم وضع حجر الأساس للمسجد في 2004 وتم افتتاحه في 11 نوفمبر 2005 من قبل ميرزا مسرور أحمد، إمام الجماعة الأحمدية.

## المرافق
يتكون المسجد من قاعتين للصلاة للرجال والنساء؛ والتي تسع حوالي 500 مصلي. يتكون أيضًا من مكتبة ومطبخ وبعض المكاتب وغرف للضيوف.

## أنظر أيضا
- مسجد المهدي
- الأحمدية في المملكة المتحدة